# 破天神記
《破天神記三部曲》是一部由日本作家荻原規子於1988年所開始發表的出道作，三部曲的名稱分別是《空色勾玉》、《白鳥異傳》和《薄紅天女》。
此系列為以古代日本為舞台背景的奇幻文學作品，靈感源自於《古事記》。雖然參考日本古代文獻中的傳說軼事，但全篇皆經由作者改寫，即使作品中登場的神明或歷史人物也出於獨創之筆，故事由勾玉和大蛇劍為中心發展來呈現古日本的傳說與主角們的冒險、成長故事。
另外，這系列於美國亦有出版英譯版本。

## 故事內容

### 空色勾玉
古老神明仍行走於地上的日本，輝闇兩族對立，輝神孿生神子力圖殲滅闇族，戰亂四起，主角狹也一心嚮往光明，甚至發願要服侍輝神神子月代王，但卻得知自己是闇族巫女「水少女」轉世，為了逃避宿命，她進入輝族王宮卻仍身陷絕望，直至與輝神么子相遇相遇，為改變命運而展開生命的奮鬥與旅程。

### 白鳥異傳
本部為以日本英雄倭建命傳說為藍圖的奇幻故事，神祇初離地上的日本各國鼎立，遠子與小俱那從小像雙胞胎般一起長大，因機緣巧遇皇子大碓，小俱那為改變自己追求勇氣與力量隨皇子回京城，在大王與王子的鬥爭中，小俱那淪為大王追求永生的工具，成為大蛇劍的主人並被迫殺害自己景仰的大碓王子，將自己的家鄉焚燒殆盡，遠子為了對抗大蛇劍的力量而踏上尋找勾玉完成玉之御統的旅程。

### 薄紅天女
《薄紅天女》的時代設定在充滿神祕色彩的奈良末期至平安初期，京城百鬼夜行，邊境的蝦夷族與京城征戰不休，一名流有蝦夷女巫血統的少年阿高讓自古流傳的勾玉閃耀生輝，因此成為各方人馬角逐的對象，另一方面，為了太子病危時說的預言：「擁有勾玉的天女將自東方而來，拯救滅亡的京城。」，苑上公主決心女扮男裝找出勾玉所在。當兩人相遇時命運就此改變。

## 外部連結
- （日語） 荻原規子blog （页面存档备份，存于）
- （日語） 荻原規子 Fan Page （页面存档备份，存于）